# Никусиос, Панайотис
Панайотис Никусиос Мамонас (греч. Παναγιώτης Νικούσιος; 1613, Константинополь, Османская империя — 2 октября 1673, вероятно, Константинополь, Османская империя) — государственный и дипломатический деятель Оттоманской империи. Великий драгоман Дивана, действующий глава внешней политики империи (1669—1673). Медик, учился врачебному искусству в Падуе, как и его преемник Александр Маврокордато.

## Биография
Фанариот. Родился в богатой семье из Трабзона. Получил прекрасное образование. Учился у иезуитов на Хиосе. Затем, продолжил обучение в греческой православной Великой школе нации в Константинополе, изучал философию у Мелетия Сирига там же, позже медицину, математику и астрономию в Университете Падуи. Владел многими иностранными языками (турецким, персидским, арабским и несколькими европейскими языками).
После возвращения из Италии, работал лекарем и его пациентами были сам султан и многие иностранные послы.
Затем стал личным врачом Кёпрюлю Мехмед-паши и вскоре завоевал расположение будущего великого визиря, который узнав о его больших способностях и замечательных лингвистических дарованиях, решил, что он будет полезнее в качестве составителя иностранных депеш и переводчика при приёмах иностранных послов.
С 1648 или 1649 года служил переводчиком в посольстве Оттоманской империи в Габсбургской монархии.
В 1661 году Кёпрюлю Фазил Ахмед-паша создал для Никуссиоса пост великого драгомана Высокой Порты, то есть главного переводчика и постоянного действующего главы министерства иностранных дел. В этом качестве Панайотису было позволено отрастить бороду, привилегия, до тех пор запрещенная для христиан-мирян в Турции, открыто ездить верхом в сопровождении четырёх сопровождающих и носить, вместе со своими слугами, шапки, отороченные мехом.
С 1661 года до своей смерти занимал должность драгомана Османской Порты. Был первым христианом на этом посту. Его назначение великим драгоманом знаменует собой начало подъема фанариотов на высокие политические и государственные посты в правительстве Османской империи.
Сыграл важную роль в переговорах, положивших конец длительной осады Кандии в 1669 году. В награду за успехи в дипломатии ему пожизненно был предоставлен сбор налогов на Миконосе.
Будучи на посту великого драгомана Никуссиосу удалось получить фирман, подписанный самим султаном, в котором права на паломничество на Святую Землю были отданы православным.
Меценат. Материально поддерживал строительство православной Новопетровской церкви в Бухаресте.
Собрал богатую библиотеку, содержащую многие ценные рукописи.
После его смерти в 1673 году, на посту Великого драгомана Дивана его сменил фанариот Александр Маврокордато.